# Big and Little Wong Tin Bar
Big and Little Wong Tin Bar (în chineză: 大小黄天霸) este un film din Hong Kong din 1963. Filmul este notabil ca fiind prima apariție cinematografică a tânărului Jackie Chan (pe atunci în vârstă de opt ani). În acest moment, filmul este considerat pierdut, fără vreo copie cunoscută rămasă.

## Distribuție
- Jackie Chan: În rolul unui copil care cântă și luptă cu un bărbat.
- Sammo Hung: În rolul unui copil necunoscut.
- Li Hua Li: În rolul lui Li Li-Hua.
- Copii neidentificați: În rolul unor copii care cântă și luptă cu un bărbat.
- Bărbat neidentificat: În rolul unui bărbat care se luptă cu copiii.

### Distribuție suplimentară
- Yuen Fu (aka Lee Kuk-wah)
- Yuen Ting (aka Ng Ming-choi)
- Yuen Man (aka Mang Yuen-man)
- Yuen Tai
- Lam Yim
- Mui Yan
- Yam Tai-koon
- Wah Wan-fung

## Conținut
Jackie a arătat un filmuleț într-un interviu din 1961. Acesta conținea trei scene care îl implicau pe Jackie și alți câțiva copii. Se luptă cu cineva mai mare ca vârstă, apoi începe să cânte. Câteva imagini din acest film sunt prezentate în Jackie Chan: My Story.